# 高根鉱
高根鉱（たかねこう、 Takanelite）は、1971年に発表された日本産新鉱物で、東北大学の鉱物学者・鉱床学者であった南部松夫と谷田勝俊により、愛媛県の野村マンガン鉱山で発見された。化学組成は(Mn,Ca)Mn4O9・H2Oで、六方晶系。東北大学でX線結晶学に貢献した高根勝利（1899年-1945年）の業績を称えて命名された。
バーネス鉱グループに属し、ランシー鉱（Ranciéite:(Ca,Mn2+)
0.2(Mn4+,Mn3+)O
2 · 0.6H2O）のカルシウムを二価マンガンイオンに置換したものに相当する。鈍い光沢をもつ灰色から黒色の結晶集合体として産出し、モース硬度は5、比重は3.41。同様に黒色のクリプトメレン鉱（Cryptomelane）、軟マンガン鉱、エンスート鉱（Nsutite）、バーネス鉱、轟石などのマンガン酸化鉱物を常に伴うが外観では判別不能。さらに、これらが不純物として含まれるため高根鉱の正確な化学組成や結晶構造は完全には解明されていない。
伊香保温泉の温泉沈殿物の中からも発見されている。